# 孙东明 (1978年)
孙东明（1978年12月—），吉林镇赉人，汉族，中国共产党党员。中华人民共和国科学家，中国科学院金属研究所研究员、第十三届全国人民代表大会辽宁地区代表。

## 生平
2018年2月24日，当选为第十三届全国人大代表。